# Spliti repülőtér
A spliti repülőtér (horvátul Zračna luka Split), más néven resniki repülőtér (IATA: SPU, ICAO: LDSP) nemzetközi repülőtér Horvátországban, Split városától 24 km-re északnyugatra, a Kaštela-öböl nyugati partján, Kaštela és a szomszédos Trogir városa területén.
2016-ban ez volt az ország második legforgalmasabb repülőtere a zágrábi repülőtér után, összesen 2,3 millió utas fordult meg rajta. A repülőtér a Croatia Airlines fontos bázisa, a légitársaság innen repül többek között Athénba, Frankfurtba, Londonba és Párizsba. A nyári időszakban fontos szerepet játszik a turizmusban.

## Története
Split első kereskedelmi repülőgépjáratát 1931-ben indította az Aeroput jugoszláv légitársaság, amely Zágrábot kötötte össze Belgráddal Rijekán, Spliten és Szarajevón át. Ez a járat a második világháború kitöréséig fennmaradt.
A jelenlegi repülőtér 1966. november 25-én nyílt meg. A forgalmi előtér mindössze 200×112 méteres volt, hat repülőgép fért el rajta, a tervezett kapacitás 150 000 utas volt. 1968-ban az utasok száma 150 737 volt, 1969-ben pedig 235 000. A forgalmi előteret 1967-ben bővítették, hogy tíz repülőgép férjen el rajta. 1979-ben új, nagyobb terminál épült, mert a szeptemberben Splitben rendezett a 8. mediterrán játékok miatt várható volt, hogy megnövekedik a reptér forgalma. Ugyanekkor megint bővítették a forgalmi előteret is. A háború előtti legmagasabb utasszámot 1987-ben érte el a repülőtér, ekkor 1 151 580 utas használta a repülőteret és összesen 7873 gép szállt le az év során.
1991-ben, a délszláv háború kitörésekor az utasforgalom szinte a nullára csökkent. Az ezt követő években a forgalom nagy részét a NATO és az ENSZ teherszállító gépei adták, többek közt C–5 Galaxy, MD-11, Boeing 747 és C–130 Hercules repülőgépek. 1995 után ismét erőre kapott a polgári légiforgalom, az 1987-es utasszámrekord végül 2007-ben dőlt meg.
2005-ben a terminált alaposan felújították, eggyel több kapuval, üveghomlokzattal, valamint többszínű LED-ekkel megvilágított, pálmákat idéző acéloszlopokkal. A repülőtér forgalma a nyári hónapokban a legnagyobb, mert Split rengeteg turistát vonz, emellett fontos közlekedési csomópont is. A hét legforgalmasabb napja a szombat, amikor több mint 100 repülőgép érkezik, több mint 25 000 utassal.

## Bővítési tervek
A 21. század elején a nyári hónapokban megnövekedő forgalom szükségessé tette a repülőtér kapacitásának bővítését. A tervek szerint 2017-ben kezdődnek a munkálatok, új terminál, parkoló és forgalmi előtér épül, 2020 után pedig új gurulóutakkal növelik a futópálya kapacitását.
Az új, 2011-ben épült forgalmi előtér kicsivel bővítette csak az előző kapacitását, de a biztonsági körülmények javultak. A beruházás költsége 13 millió euró volt. 34 000 m²-en jöttek létre új parkolóállások repülőgépek számára, a forgalmi előtér alatt adminisztrációs célokat szolgáló helyiségek, raktárak, műhelyek, irodák és más létesítmények helyezkednek el, amelyek a mellette épülő, 40 millió euróba kerülő és összesen 35 000 m² alapterületű terminált fogják kiszolgálni. Az új terminál 3,5 millió utasra fogja emelni a repülőtér kapacitását. Építésének megkezdését 2012 őszére tervezték, de sok késés után végül 2017 januárjában indult meg, befejezését 2019 nyarára tervezik.

## Légitársaságok és úti célok

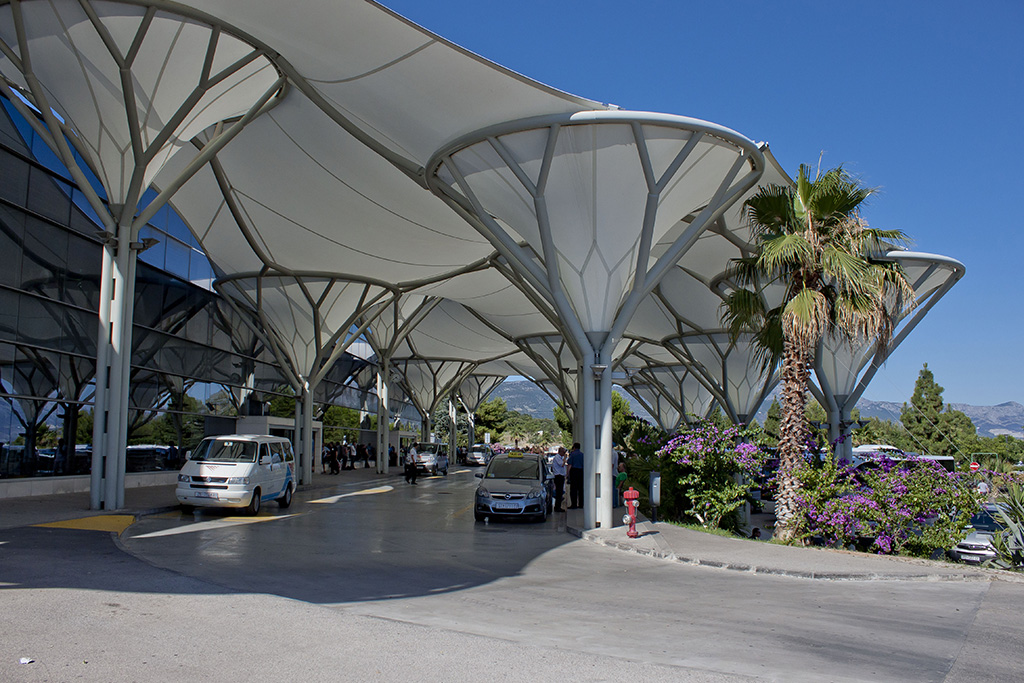
A terminál bejárata

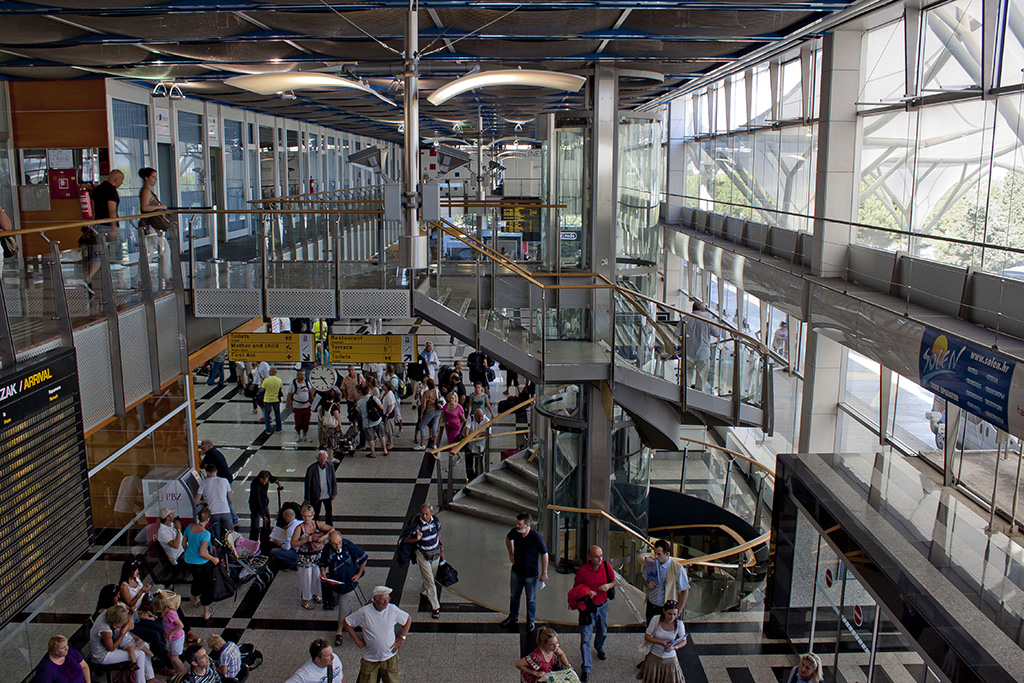
A terminál belseje

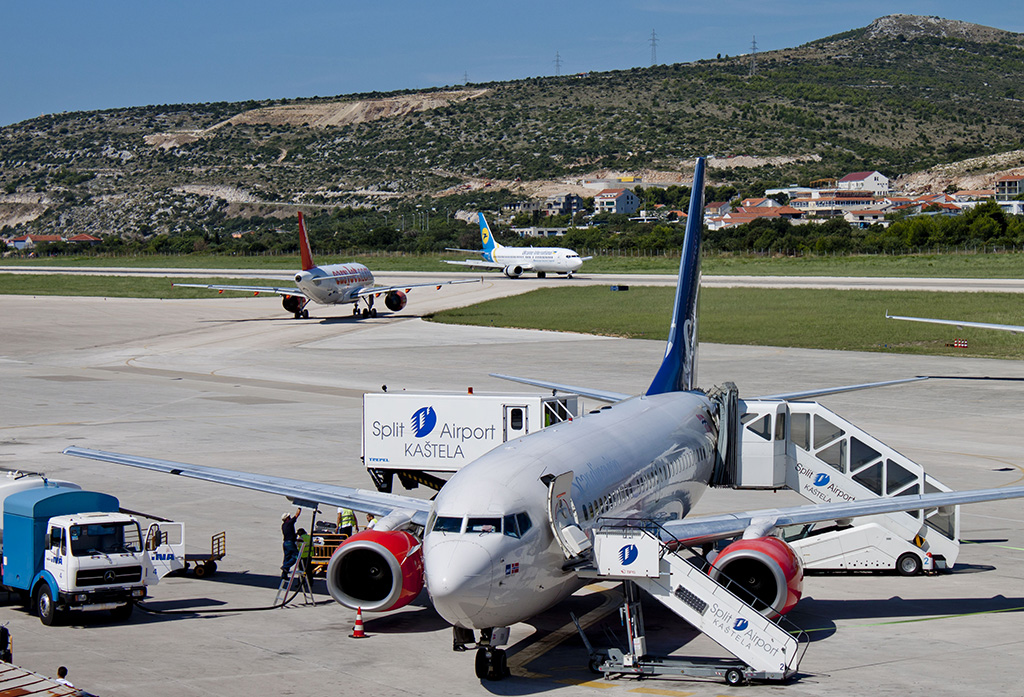
Földi kiszolgálás a repülőtéren

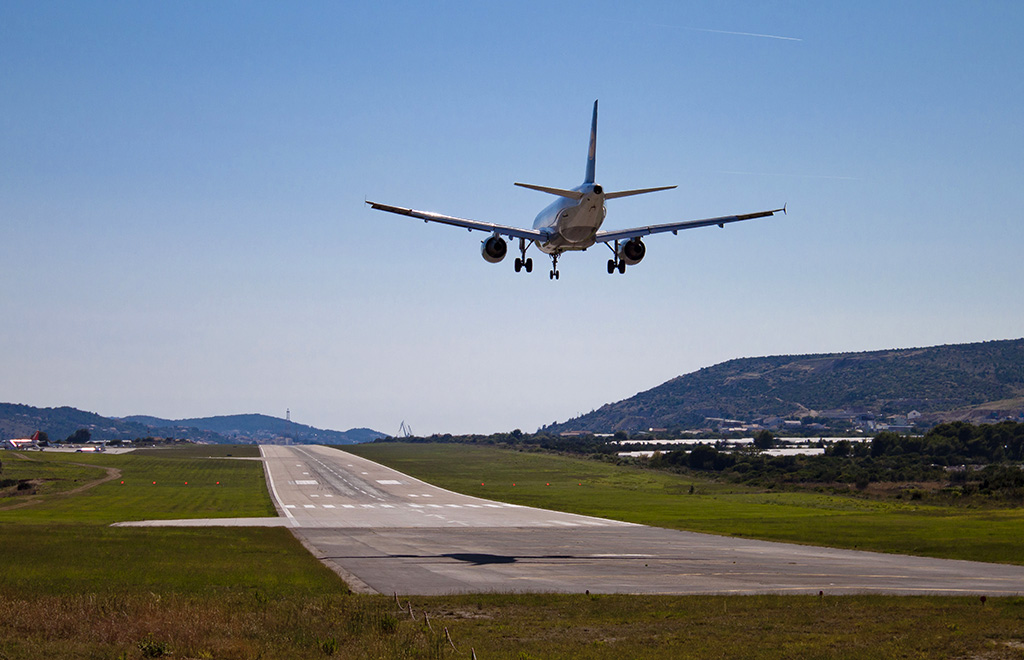
A Lufthansa A319-es gépének érkezése a spliti repülőtérre

### Menetrend szerinti
| Légitársaság                                      | Célállomások |
| ------------------------------------------------- | --- |
| Aegean Airlines üzemeltető: Olympic Air           | szezonális: Athén |
| Aer Lingus                                        | szezonális: Dublin |
| Aeroflot                                          | szezonális: Moszkva–Seremetyjevo |
| Air Serbia                                        | szezonális: Belgrád |
| Anda Air                                          | szezonális: Kijev-Zsuljani (2017. június 22. és október 5. között) |
| Austrian Airlines                                 | szezonális: Bécs |
| British Airways                                   | szezonális: London-Heathrow |
| Condor                                            | szezonális: Frankfurt |
| Croatia Airlines                                  | Frankfurt, München, Róma–Fiumicino, Zágráb szezonális: Athén, Belgrád, Berlin–Tegel, Düsseldorf, Erfurt/Weimar, London–Gatwick, London-Heathrow, Lyon, Osijek, Párizs–Charles de Gaulle, Szkopje, Bécs, Zürich                      |
| easyJet                                           | szezonális: Amszterdam, Belfast, Berlin–Schönefeld, Bristol, Glasgow, Hamburg, London–Gatwick, London–Luton, London–Stansted, Lyon, Manchester, Milánó–Malpensa, Nápoly, Newcastle upon Tyne, Párizs–Charles de Gaulle, Párizs–Orly |
| easyJet Switzerland                               | szezonális: Basel/Mulhouse, Genf |
| Edelweiss Air                                     | szezonális: Zürich |
| Eurowings                                         | Düsseldorf szezonális: Salzburg |
| Eurowings                                         | München szezonális: Köln/Bonn |
| Eurowings üzemeltető: Germanwings                 | Köln/Bonn, Stuttgart szezonális: Berlin–Tegel, Dortmund, Düsseldorf, Hamburg, Hannover |
| Finnair                                           | szezonális: Helsinki |
| Germania Flug                                     | szezonális: Zürich |
| Iberia                                            | szezonális: Madrid |
| Iberia üzemeltető: Air Nostrum                    | szezonális: Madrid |
| ITA Airways                                       | szezonális: Róma-Fiumicino |
| Jet2.com                                          | szezonális: East Midlands, Edinburgh, Leeds/Bradford, London–Stansted, Manchester |
| KLM                                               | szezonális: Amszterdam |
| Lufthansa                                         | szezonális: Frankfurt, München |
| Lufthansa Regional üzemeltető: Lufthansa CityLine | München |
| LOT                                               | szezonális: Varsó–Chopin |
| Norwegian                                         | szezonális: Bergen, Koppenhága, Göteborg–Landvetter Helsinki, London–Gatwick, Oslo–Gardermoen, Stavanger, Stockholm–Arlanda, Trondheim                                                                                              |
| Nordica üzemeltető: LOT                           | szezonális: Tallinn |
| Rossiya Airlines                                  | szezonális: Szentpétervár |
| Scandinavian Airlines                             | szezonális: Ålesund, Bergen, Billund, Koppenhágai, Göteborg–Landvetter, Helsinki, Kristiansand, Oslo–Gardermoen, Stavanger, Stockholm–Arlanda, Trondheim                                                                            |
| SmartWings üzemeltető: Travel Service Airlines    | szezonális: Prága |
| SmartWings üzemeltető: Travel Service Polska      | szezonális: Varsó–Chopin |
| SunExpress Deutschland                            | szezonális: Lipcse |
| Thomas Cook Airlines                              | szezonális: Manchester |
| Thomson Airways                                   | szezonális: London–Gatwick, Manchester |
| Trade Air üzemeltető: AIS Airlines                | szezonális: Dubrovnik, Póla, Rijeka |
| Transavia                                         | szezonális: Rotterdam |
| Transavia France                                  | szezonális: Párizs–Orly |
| TUIfly Belgium                                    | szezonális: Antwerpen, Lille |
| Ukraine International Airlines                    | szezonális: Kijev–Boriszpil |
| Volotea                                           | szezonális: Bordeaux, Marseille, Nantes, Velence–Marco Polo, Toulouse |
| Vueling                                           | szezonális: Barcelona, Firenze, Róma–Fiumicino |
| Windrose Airlines                                 | szezonális: Kijev–Boriszpil |
| Wizz Air                                          | szezonális: Katowice, London–Luton, Varsó–Chopin |

### Szezonális charterjáratok
| Légitársaság                     | Célállomások                                                                            |
| -------------------------------- | --------------------------------------------------------------------------------------- |
| Adria Airways                    | Borlänge, Haugesund, Kristiansand                                                       |
| ASL Airlines France              | Lyon, Nantes, Párizs–Charles de Gaulle                                                  |
| Azur Air (Germany)               | Düsseldorf                                                                              |
| Croatia Airlines                 | Erfurt/Weimar, Harstad/Narvik, Kristiansund, Luleå, Örnsköldsvik, Östersund, Skellefteå |
| Czech Airlines                   | Ostrava                                                                                 |
| Danish Air Transport             | Koppenhága                                                                              |
| Dniproavia                       | Lviv                                                                                    |
| Enter Air                        | Varsó–Chopin                                                                            |
| Germania                         | Toulouse                                                                                |
| HOP!                             | Lyon                                                                                    |
| Jetairfly                        | Deauville, Nantes, Párizs–Charles de Gaulle, Toulouse                                   |
| Jet Time                         | Helsinki, Stockholm–Arlanda                                                             |
| Medavia                          | Bari, Salerno                                                                           |
| Meridiana                        | Nápoly                                                                                  |
| Mistral Air                      | Bari, Catania, Palermo                                                                  |
| Novair                           | Stockholm–Arlanda, Oslo–Gardermoen                                                      |
| Qeshm Airlines                   | Teherán–Imam Khomeini                                                                   |
| Scandinavian Airlines            | Aalesund, Bergen, Oslo–Gardermoen, Stavanger, Trondheim                                 |
| Sun D'Or üzemeltető: El Al       | Tel Aviv–Ben Gurion                                                                     |
| Small Planet Airlines            | Marseille                                                                               |
| TAROM                            | Bukarest                                                                                |
| Thomas Cook Airlines Scandinavia | Göteborg–Landvetter, Helsinki Trondheim                                                 |
| Transavia France                 | Lille                                                                                   |
| TUIfly Nordic                    | Helsinki                                                                                |
| Travel Service Polska            | Varsó–Chopin                                                                            |
| Wings of Lebanon                 | Bejrút                                                                                  |
| Yamal Airlines                   | Moszkva–Domogyedovo                                                                     |

## Statisztika

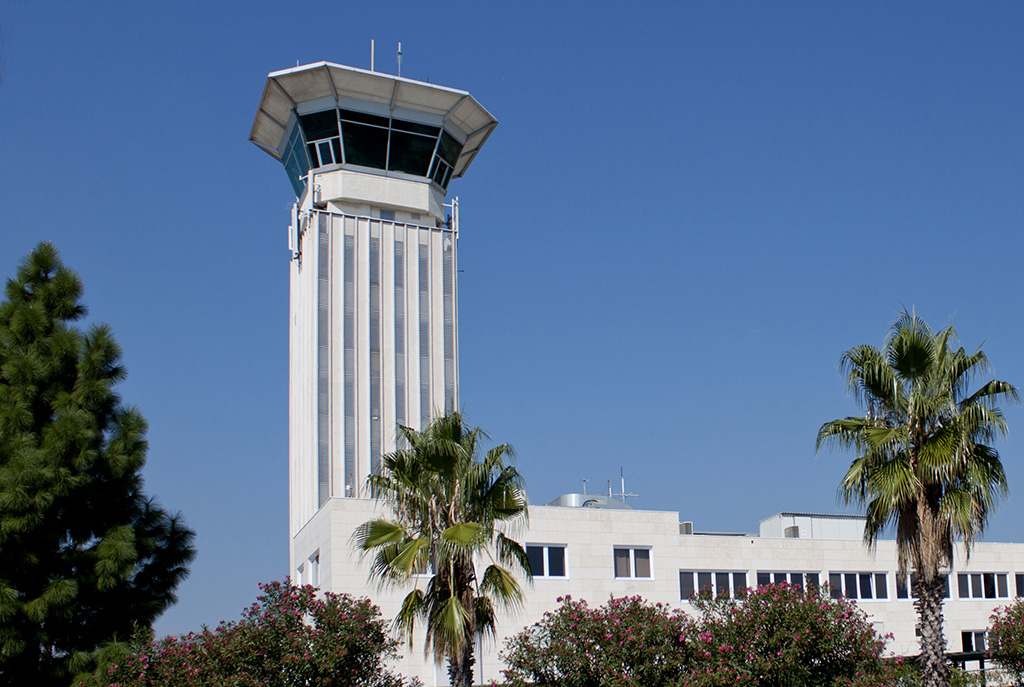
Az irányítótorony

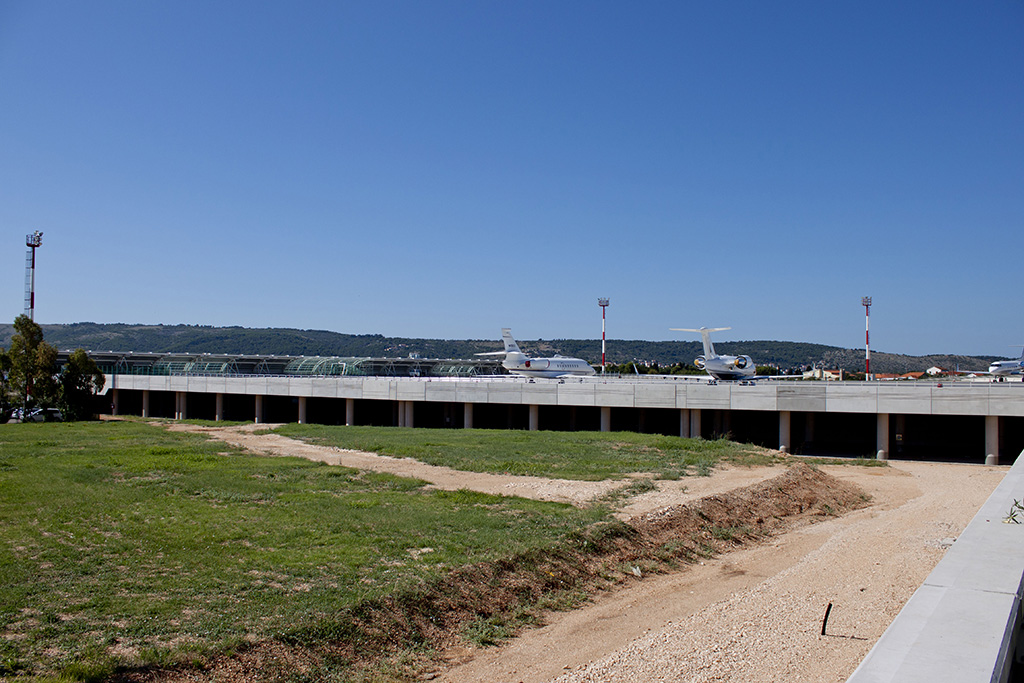
Az új forgalmi előtér

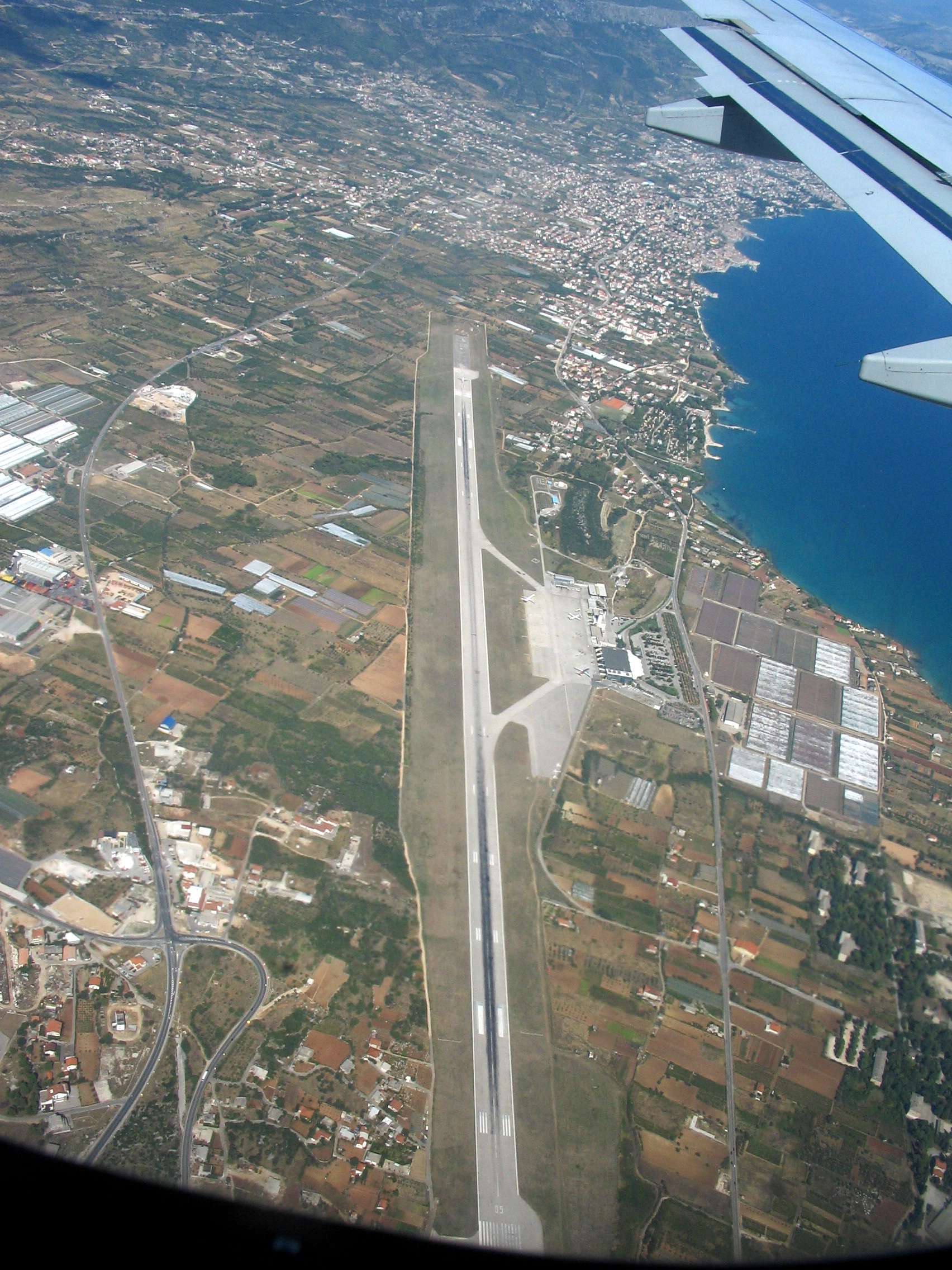
Légifelvétel a repülőtérről

| Év   | Utasok száma | Rakomány |
| ---- | ------------ | -------- |
| 2000 | 540 603      | 1452     |
| 2001 | 568 625      | 1214     |
| 2002 | 617 005      | 956      |
| 2003 | 698 128      | 931      |
| 2004 | 778 771      | 981      |
| 2005 | 934 049      | 877      |
| 2006 | 1 095 852    | 1459     |
| 2007 | 1 190 551    | 1482     |
| 2008 | 1 203 778    | 1081     |
| 2009 | 1 115 099    |          |
| 2010 | 1 219 741    |          |
| 2011 | 1 300 381    |          |
| 2012 | 1 425 749    | 649      |
| 2013 | 1 581 734    | 462      |
| 2014 | 1 752 657    | 429      |
| 2015 | 1 955 400    |          |
| 2016 | 2 289 987    |          |

## Fordítás
- Ez a szócikk részben vagy egészben  a   Split Airport című angol Wikipédia-szócikk ezen változatának fordításán alapul.  Az eredeti cikk szerkesztőit annak laptörténete sorolja fel. Ez a jelzés csupán a megfogalmazás eredetét és a szerzői jogokat jelzi, nem szolgál a cikkben szereplő információk forrásmegjelöléseként.

## Külső hivatkozások
- Hivatalos oldal Archiválva 2004. augusztus 19-i dátummal a Wayback Machine-ben
- A repülőtér aktuális időjárása a NOAA/NWS-től
- Baleset- és repülőesemény-történet az Aviation Safety Network adatbázisában